# Louis Laurie
Louis „Lou” Daniel Laurie (ur. 19 listopada 1917 w Cleveland, zm. 26 grudnia 2002 w Beachwood w stanie Ohio) − amerykański bokser. 
Zdobył brązowy medal letnich igrzysk olimpijskich w Berlinie w kategorii muszej (przegrał półfinałowy pojedynek z Gavino Mattą). Jako pierwszy pięściarz w historii został nagrodzony Pucharem Vala Barkera. 
W 1937 roku przeszedł na zawodowstwo. Na skutek braku sukcesów w 1941 roku zakończył karierę.